# Pales bezziana
Pales bezziana là một loài ruồi trong họ Tachinidae.